# Skogsmåra
Skogsmåra (Galium sylvaticum) är en måreväxtart som beskrevs av Carl von Linné. Enligt Catalogue of Life ingår Skogsmåra i släktet måror och familjen måreväxter, men enligt Dyntaxa är tillhörigheten istället släktet måror och familjen måreväxter. Arten har ej påträffats i Sverige. Inga underarter finns listade i Catalogue of Life.